# Teton River
 (avril 2014).
Si vous disposez d'ouvrages ou d'articles de référence ou si vous connaissez des sites web de qualité traitant du thème abordé ici, merci de compléter l'article en donnant les références utiles à sa vérifiabilité et en les liant à la section « Notes et références ».
Teton River est un affluent de Marias River et sous-affluent de la rivière Missouri long de 240 km.

## Géographie
Son bassin versant comprend les comtés de Teton et Chouteau dans le Montana.